# Pepita-Polka
Pepita-Polka, op. 138, är en polka av Johann Strauss den yngre. Den framfördes första gången den 1 augusti 1853 i Wien.

## Historia
Polkan komponerades med anledning av gästföreställningar av den spanska dansösen Pepita de Oliva i Wien. Hon gladde publiken på scenen i Carltheater kväll efter kväll i 30 dagar. Johann Strauss den yngre tog upp den allmänna entusiasmen och komponerade en polka från musiken som spelades när de Oliva uppträdde. Hennes sensationella framgång gav upphov till otaliga Pepita-festivaler och det var vid en av dessa som polkan framfördes första gången den 1 augusti 1853 i danslokalen Zum Sperl. Johann Strauss hade redan i mitten av juli lämnat Wien för att vila upp sig efter en mindre kollaps vid årsskiftet, så polkan dirigerades av hans bror Josef. Med tiden försvann polkan ut ur repertoaren och orkesterversionen ansågs förlorad. Det var först i mitten av 1900-talet som den återupptäcktes.

## Om polkan
Speltiden är ca 3 minuter och 13 sekunder plus minus några sekunder beroende på dirigentens musikaliska tolkning.